# اتو لوی
اتو لوی (آلمانی: [ˈɔto: ˈlø:vi] (); ۳ ژوئن ۱۸۷۳ – ۲۵ دسامبر ۱۹۶۱) یک دانشمند در زمینه داروشناسی اهل آلمان بود.
وی همچنین برنده جوایزی همچون جایزه نوبل فیزیولوژی و پزشکی شده‌است.

## پیشینه
اتو لوی در ۳ ژوئن ۱۸۷۳م، برابر با روز سه شنبه، ۱۳ خرداد ۱۲۵۲خ، در فرانکفورت آلمان، در خانواده ای یهودی، به دنیا آمد. در سال ۱۸۹۱م، به منظور تحصیل در رشته پزشکی، به دانشگاه استراسبورگ، که در آن زمان در خاک آلمان قرار داشت، رفت. در این دوره وی نزد استادان سرشناسی مانند اسوالد اشیمدبرگ، آموزش دید و در سال ۱۸۹۶م، با کسب مدرک دکترا، فارغ‌التحصیل شد.
در ادامه، وی مدتی در دانشگاه گوته فرانکفورت، مشغول کار شد و همچنین در استراسبورگ، با فرانتس هافمایستر همکاری داشت. بین سال ۱۸۹۷ تا ۱۸۹۸م، در بیمارستان شهر فرانکفورت، در تکمیل تحصیلات تخصصی، به عنوان پزشک دستیار مشغول کار بود. اما بزودی در اثر آمار بالای مرگ و میر بیماران مبتلا به سل و ذات الریه پیشرفته، از ادامه تحصیلات تخصصی در رشته پزشکی، مأیوس شد؛ و در عوض، تصمیم گرفت، وقت و نیروی خود را روی پژوهش در علوم پایه پزشکی، به ویژه داروشناسی، متمرکز کند؛ و همان سال در دانشگاه ماربورگ، به عنوان دستیار مشغول کار و ادامه تحصیل در رشته داروشناسی شد. در سالهای نخست فعالیت در دانشگاه ماربورگ، مطالعات وی، روی سوخت‌وساز بدن تمرکز داشت؛ و بنابر دست‌آوردهایش در این زمینه، در سال۱۹۰۰م، به وی کرسی تدریس در دانشگاه، به عنوان استادیار اهداء شد. دو سال بعد وی در رساله ای به توانایی بازسازی پروتئین توسط اسیدهای آمینه در بدن جانوران پرداخت، که در آن زمان از دیدگاه علم تغذیه اهمیت زیادی پیدا کرد.
در سال ۱۹۰۲م، اتو لوی، مدتی به عنوان محقق مهمان، در یک آزمایشگاه در لندن، مشغول بود که در نتیجه أن با هنری هلت دیل آشنایی پیدا کرد. سال بعد اتو لوی به دنبال پیشنهاد تدریس در دانشگاه گراتس به اتریش رفت در سال ۱۹۰۸م ازدواج کرد و در سال ۱۹۰۹م، به ریاست بخش داروشناسی دانشگاه منصوب شد. ثمره این ازدواج ۳ پسر و یک دختر بود. اتو لوی، تا سال ۱۹۳۸م، که مجبور به ترک اتریش شد، دردانشگاه گراتس، مشغول تحقیق و تدریس بود.
آزمایش‌های معروف اتو لوی، حدود سال ۱۹۲۱م، به اولین ثمرات خود رسید
. در این مطالعات وی، واکنش اندام و ارگانهای زیستی را در مقابل تحریکات الکترونیک و شیمیایی مورد پژوهش قرار داد. طی این مطالعات، وی به خصوص، نقش آدرنالین در واکنش عضلانی را بار دیگر تأیید کرد. در ادامه این تحقیقات، وی ضمن تلاش برای بیان چگونگی انتقال پیام‌های عصبی و نقش ترکیبات شیمیایی در مکانیزم انتقال، به عنوان ناقل عصبی، ترشحاتی را شناسایی کرد که بعدها معلوم شد، همان ترکیب شیمیایی استیل کولین را دارد.
در این سالها اتو لویی به همراه هنری هلت دیل، به مطالعات خود روی دستگاه عصبی خودمختار ادامه داد و نقش آدرنالین و استیل کولین در ارتباطات عصبی بین سلولی را روشن کرد. این دو دانشمند، در سال ۱۹۲۱م، رساله ای بی‌سابقه در زمینه دست‌آورد تحقیقات خود منتشر کردند که از دلایل اصلی اهدای جایزه نوبل در رشته فیزیولوژی به آنها در سال ۱۹۳۶م، بود.
پس از تهاجم قوای آلمان به اتریش در شب ۱۱ مارس سال ۱۹۳۸م، اتو لوی، همراه دو نفر از پسرش‌هایش دستگیر شد، اما ۳ ماه بعد، پس از آنکه کلیه دارایی و ثمره تحقیقات خود را در اختیار نازی‌ها قرار داد از زندان آزاد شد و به بریتانیا مهاجرت کرد و پس از مدت کوتاهی، از وی دعوت شد که دانشگاه آزاد بروکسل تدریس کند. اما وی در سال ۱۹۴۰م، به ایالات متحده آمریکا مهاجرت کرد و به عنوان استاد محقق در دانشگاه نیویورک، مشغول کار شد؛ و در سال ۱۹۵۴م، به تابعیت ایلات متحده آمریکا درآمد. اتو لوی تا زمان مرگش در سال ۱۹۶۱م، کرسی استادی در دانشگاه نیویورک، را حفظ کرد.

### آزمایش روی قلب قورباغه
پیش از آنکه اتو لوی، آزمایش خود را روی قلب قورباغه انجام دهد، اطمینانی وجود نداشت که آیا ترکیبات شیمیایی ساخت درون بدن می‌توانند بر انقباض عضلات تأثیر بگذارند یا حرکت عضلات تنها از طریق پیامهای الکترو عصبی هدایت می‌شود. مشاهدات قبلی روی عضلات ران قورباغه که از جمله توسط لوییجی گالوانی با تحریک الکترونیک عضلات ران قورباغه انجام شده بود با قطعیت نشان می‌داد که جریان الکترونیک می‌تواند باعث انقباض عضله شده و در عمل حرکت ایجاد کند. بر اساس مشاهداتی از این دست، تصور غالب در آن زمان، این بود که حرکات اندام تنها توسط جریان الکتریکی که در اثر فعل و انفعالات شیمیایی در درون سلولهای عصبی تولید می‌شود، کنترل می‌گردد. در اوایل قرن بیستم میلادی، بحث بر سر چگونگی انتقال پیامهای عصبی، برجسته‌ترین پژوهشگران را به خود مشغول کرده بود. سؤال این بود که آیا انتقال پیامهای عصبی حسی و حرکتی از یک سلول عصبی به سلول دیگر تنها محصول جریان بار الکتریکی است یا ترکیبات شیمیایی نیز در این انتقال نقش دارند؟ 

در آن زمان هر چند احتمال وجود سیناپس، یعنی عدم اتصال مستقیم سلولهای عصبی به یکدیگر شناخته شده بود، اما ساختار و کارکرد سیناپس‌ها همچنان بر فرضیات استوار بود. قویترین میکروسکوپهای نوری آن زمان، قادر نبودند فاصله ای که بین دندریت یک سلول عصبی و آکسون سلول مجاور وجود داشت را نشان دهند.
و بسیاری از فیزیولوژیست‌ها حتی در مورد وجود فضای سیناپسی در تردید بودند
چه برسد به آنکه نقش مواد شیمیایی در انتقال پیامهای عصبی را بدون چون و چرا بپذیرند. البته در همان حدود زمانی، هورمونهایی مانند آدرنالین و تأثیر آنها بر حرکت اندام و شباهت این تأثیر با تحریکات الکترو عصبی شناخته شده بودند. اما نخست در سال ۱۹۲۱م، بود که اتو لوی، با انتشار نتایج آزمایش خود روی قلب تپنده قورباغه‌ها، برای همیشه تردید در مورد نقش مهم مواد شیمیایی در انتقال پیامهای عصبی را از بین برد.
در این آزمایش، اتو لوی ابتدا قلب تپنده دو قورباغه را از بدنشان خارج کرد. یکی از قلبها با حفظ اتصال عصب واگ، که در کنترل شدت ضربان قلب نقش دارد و قلب دیگر بدون این اتصال عصبی بود. وی هر دو قلب را درون  سرم محلول نمک رقیق قرار داد. سپس اتو لوی، با تحریک عصب واگ، توسط جریان خفیف الکترونیک، به تقلید از عملکرد دستگاه عصبی پاراسمپاتیک باعث کاهش شدت ضربان قلب متصل به عصب واگ شد. آنگاه وقتی که وی مقداری از محلول سرم این قلب که در ظرف جداگانه ای بود را برداشت و روی محلول ظرفی ریخت که قلب بدون اتصال عصبی در آن می‌تپید، متوجه شد که شدت ضربان این قلب نیز به تبعیت از قلب متصل به عصب، کاهش می‌یابد. بر اساس این مشاهده، اتو لوی نتیجه گرفت که کنترل ضربان قلب توسط موادی شیمیایی انجام می‌گیرد که با تحریک الکترونیک عصب واگ، در محلول سرم، آزاد شده‌اند.
اتو لوی، این مواد شیمیایی ناشناخته را با انتساب به عصب واگ «ماده واگس» نامید. بعدها مشخص شد که ترکیب این ماده با ترکیب شیمیایی استیل‌کولین، مطابقت دارد. این آزمایش به خصوص از آن جهت اهمیت داشت که برای اولین بار نشان داد که یک ترشح درون‌زاد در غیاب تحریک الکترونیک مستقیم، قادر است واکنشی مشابه با همان تحریک الکترونیک را برانگیزاند. به این ترتیب مسیر درک این واقعیت که پیامهای الکترو عصبی، نهایتاً از طریق و به واسطه آزادسازی ترکیبات شیمیایی در فضای سیناپسی روی بافت عضلانی عمل می‌کنند، باز شد. همچنین در سالهای بعدی مطالعات اتو لوی، در مورد افزایش ترشح آدرنالین در اثر مصرف کوکائین و ارتباط گل انگشتانه و عملکرد کلسیم باعث افزایش قابل توجهی به حجم تحقیقات در زمینه نقش و تأثیر مواد شیمیایی در عملکرد دستگاه عصبی شد.

#### رؤیای علمی در خواب
آزمایش اتو لوی، همچنین به یک دلیل دیگر نیز شهرت یافته‌است و آن طریقی است که ایده انجام چنین آزمایشی نخست، به ذهن وی خطور کرده بود. معروف است که اتو لوی، روز یکشنبه در عید پاک سال ۱۹۲۱م، وقتی در خواب بوده، در عالم رؤیا شاهد آزمایشی بوده که طی آن ثابت شده‌است که تکانه‌های عصبی، در نهایت، توسط عملکرد مواد شیمیایی منتقل می‌شوند. وی همان شب در یک بیداری موقت، رؤیای خود را روی قطعه ای کاغذ نوشت و دوباره به خواب فرورفت. اما روز بعد در کمال تأسف متوجه شد که قادر نیست یادداشت خود، که در نیمه شب و بدون دقت نوشته بود را بخواند یا خود رؤیا را به اندازه کافی، به یاد آورد. با این حال شب بعد از قضای عجیب روزگار، همان رؤیا را بار دیگر در خواب دید؛ و این بار بلافاصله از خواب بیدار شد و یکسره به آزمایشگاه شتافت و عین همان آزمایش را در عالم بیداری انجام داد. آزمایشی که حدود پانزده سال بعد در سال ۱۹۳۶م، جایزه نوبل فیزیولوژی را همراه با هنری هلت دیل به صورت مشترک نصیب وی کرد.